# Telaranea centipes
Telaranea centipes là một loài rêu tản trong họ Lepidoziaceae. Loài này được (Taylor ex Gottsche, Lindenb. & Nees) R.M. Schust. miêu tả khoa học lần đầu tiên năm 1963.